# Principio di falsificabilità
(Albert Einstein, lettera a Max Born del 4 dicembre 1926)

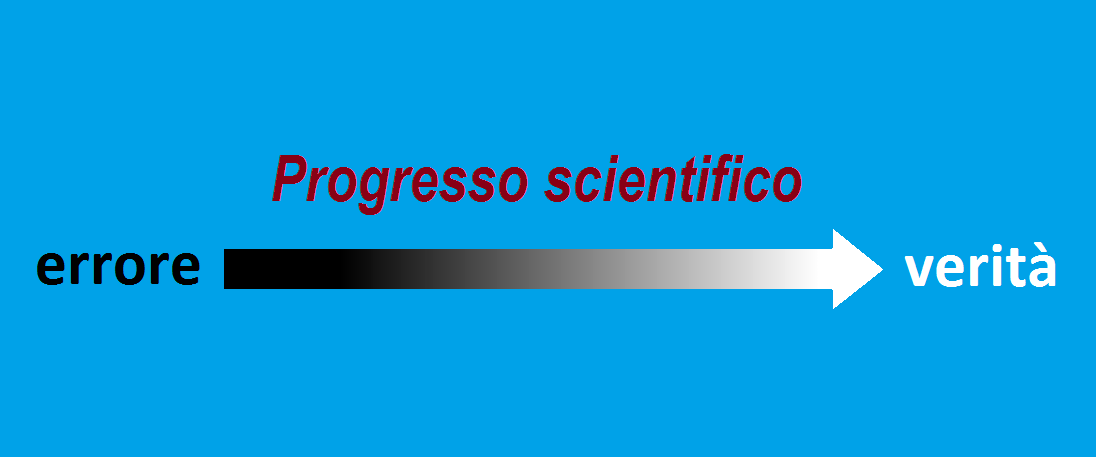
Modello interpretativo della scienza basato sull'errore: quanto più si sbaglia, quanto più si elaborano nuove teorie che si rivelano fallaci, tanto più è possibile circoscrivere l'orizzonte della verità. Il progresso, secondo Popper, non consiste nell'accumulo di certezze, bensì nella progressiva eliminazione degli errori, in maniera analoga all'evoluzione biologica.

Il principio di falsificabilità (dal tedesco Fälschungsmöglichkeit, traducibile più correttamente come "possibilità di confutazione") afferma che una teoria è scientifica solo se si espone alla possibilità di essere smentita da esperimenti od osservazioni che potrebbero dimostrarla falsa, secondo il criterio formulato dal filosofo contemporaneo Karl Popper per separare l'ambito delle teorie controllabili, che appartiene alla scienza, da quello delle teorie non controllabili, da Popper stesso identificato con la metafisica.

## Descrizione

### Perché la metafisica non è scienza?
La metafisica tuttavia, per Popper, non è un insieme di teorie e fedi prive di senso, come per il neopositivismo; non è nemmeno la "filosofia prima" di Aristotele o in generale la ricerca delle verità ultime e trascendenti. Essa è semplicemente ogni postulato, dotato di senso e significato, che non è scienza perché non è mai falsificabile, ma che può, all'occasione, venire in aiuto alla scienza e al ricercatore fornendogli idee e prospettive per inquadrare i problemi; o può addirittura, col crescere del sapere di sfondo, diventare scienza. In effetti, Popper dimostrò che la "verifica" non è sufficiente quando si vuol garantire la correttezza di una teoria scientifica. Di fatto, le teorie verificate si succedevano senza che nessuna riuscisse ad acquisire una volta per tutte l'infallibilità. Rovesciando l'apparente evidenza secondo la quale la teoria scientifica sarebbe portatrice di certezza, Popper dimostrava che, invece, la caratteristica propria della scientificità di una teoria consiste nel "fallibilismo".
Il concetto popperiano di falsificabilità (che definisce un nuovo criterio di scientificità), si oppone nettamente a quello neopositivista di verificabilità, inteso a definire un criterio di senso per il quale sono significative, cioè dicono qualcosa, solo le asserzioni verificabili induttivamente; le asserzioni delle metafisiche, che non lo sono, non vengono da esso ritenute significative. Un chiaro esempio di pseudo-scienza è l'astrologia, la quale non può essere sottoposta a un vaglio di falsificabilità.

### Cosa afferma il criterio
Il criterio di falsificabilità afferma dunque che una teoria, per essere controllabile, perciò scientifica, deve essere “confutabile”: in termini logici, dalle sue premesse di base devono poter essere deducibili le condizioni di almeno un esperimento che, qualora la teoria sia errata, ne possa dimostrare integralmente tale erroneità alla prova dei fatti, secondo il procedimento logico del modus tollens, in base al quale, se da A si deduce B e se B è falso, allora è falso anche A. Se una teoria non possiede questa proprietà, è impossibile controllare la validità del suo contenuto informativo relativamente alla realtà che presume di descrivere.
Come ha sottolineato Karl Popper, se una proposta teorica o un'ipotesi non può essere sottoposta a un controllo che possa falsificarla, allora il teorico che l'ha avanzata può suggerire, a partire da essa, qualsiasi altra concezione senza possibilità di contraddittorio: l'ipotesi iniziale può portarci a qualunque conclusione senza che si possa confutarla.

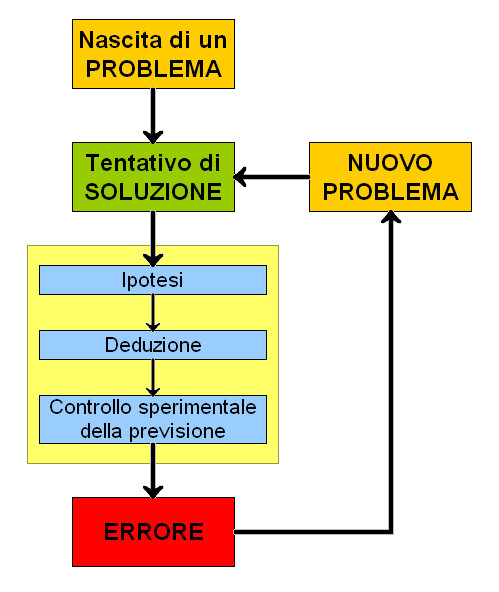
I tre passaggi attraverso cui procede la conoscenza umana secondo Popper: Problema-Congettura-Confutazione. Non sono le verifiche a spronare la scienza, bensì il sorgere di problemi e il tentativo costante di eliminare gli errori.

(K. Popper, in AA.VV., Filosofia e pedagogia dalle origini a oggi, vol. 3, p. 615, La Scuola, Brescia 1986)

### Importanza del criterio
L'assunzione del criterio di falsificabilità determina un mutamento di indirizzo nella concezione del metodo scientifico. In primo luogo, il falsificazionismo implica il deduttivismo: la scienza procede per congetture, da cui si deducono conseguenze, che le possono confutare. Una volta che l'induzione per enumerazione si è rivelata fallace a seguito dell'esperimento mentale del «tacchino induttivista»; e che l'induzione per esclusione  è stata destituita di fondamento dall'osservazione che le teorie formulabili sono per principio infinite; l'unica cosa che resta è infatti il metodo deduttivo dei controlli (o metodo ipotetico-deduttivo).
Collegato al deduttivismo è il paradigma della verità come corrispondenza ai fatti, ed il comando metodologico della falsificazione: si deve cercare di confutare una teoria, per eliminare al più presto l'errore e correggerlo. La falsificabilità è l'unico criterio scientifico che abbiamo: una teoria non potrà mai essere verificata del tutto, può essere solo falsificata. Come sostenuto da Albert Einstein, da cui Popper trasse spunto: «nessuna quantità di esperimenti potrà dimostrare che ho ragione; un unico esperimento potrà dimostrare che ho sbagliato». Una scienza che eviti di scontrarsi con l'errore, immunizzando se stessa contro le critiche per risultare in apparenza sempre vera, non è una scienza: Popper fa l'esempio del marxismo e della psicoanalisi come false scienze.

### Falsificazionismo e verosimiglianza
Basandosi sulle premesse della sua epistemologia falsificazionista, Popper formulò un duplice criterio logico di verosimiglianza, che dovrebbe guidare il ricercatore nella scelta fra due teorie: se una teoria si rivela sempre errata, si potrà cercare di minimizzare l'errore, cercando teorie sempre più verosimili, in un cammino infinito di approssimazione alla verità. Il criterio logico di verosimiglianza di Popper è così articolato:
Una teoria T2 è migliore di un'altra teoria T1 se:
1. il contenuto di verità di T2 (cioè l'insieme degli esiti veri di questa teoria) è maggiore rispetto a T1, senza che sia maggiore il suo contenuto di falsità (l'insieme dei suoi esiti falsi);
2. il contenuto di falsità di T2 è minore (cioè ha saputo resistere a maggiori tentativi di confutazione) rispetto a T1, senza che sia minore il suo contenuto di verità. In sostanza:

(Karl Popper, Congetture e confutazioni, il Mulino, Bologna 1972, p. 421)
In ogni caso, anche quando una teoria non venga smentita da una serie ripetuta di controlli, questo non costituisce mai una «conferma» di essa, ma solo una sua «corroborazione», a testimonianza della natura mai definitiva del sapere scientifico.

### Problemi insiti nel falsificazionismo
Il falsificazionismo dissolve i problemi legati al verificazionismo dei positivisti logici e al metodo induttivo. Tuttavia non è privo di talune incertezze sul piano logico. In primo luogo, è sempre possibile in linea di principio formulare ipotesi scientificamente valide sul piano del metodo, che pretendano di confutare lo stesso protocollo falsificante della vecchia teoria. La possibilità del moltiplicarsi delle ipotesi ad hoc, tese a evitare la falsificazione, rende pertanto comunque difficile, in linea di principio, comprendere in che cosa differisca una teoria scientifica da una teoria metafisica, anch'essa, e per definizione, sempre verificabile, perché sempre disponibile a nascondersi dietro il paravento teorico di ragionamenti che eludono la confutazione. Il problema è complicato da alcune prese di posizione dei filosofi analitici del linguaggio religioso, che finiscono per avere peso sulla distinzione più generale fra scienza e metafisica. Hick ad esempio descrive il linguaggio religioso (e per estensione, quello delle metafisiche) come soggetto a falsificazione non definitiva. Un altro teologo avvezzo ai metodi della filosofia analitica, Mitchell, ha parlato poi di verifica escatologica della religione (essendo l'esperienza della morte, "l'ultimo angolo della via", in greco l'éskhaton, il luogo della sua conferma o smentita). Critiche massicce al falsificazionismo vengono poi dall'epistemologia anarchica di Paul Feyerabend, che in Contro il metodo ha appuntato i suoi strali contro il falsificazionismo popperiano e i suoi editti (per quanto il Popper contro cui Feyerabend polemizza non sempre corrisponda ai toni sfumati del vero pensiero di Popper). Il risultato che emerge da queste critiche è riassumibile nei seguenti punti (collegabili con la tesi di Quine-Duhem, circa l'impossibilità dell'experimentum crucis in fisica e della falsificazione conclusiva):
- il falsificazionismo pretende di distinguere una teoria controllabile da una incontrollabile, dicendo che una teoria controllabile può essere confutata dall'esperienza;
- tuttavia nulla vieta di tentare di confutare in maniera metodologicamente coerente la confutazione di una teoria;
- allo stesso modo, una teoria di principio incontrollabile può essere criticata adottando prospettive di metodo ad essa opposte o contrarie; teniamo presente che, per Popper, una teoria incontrollabile contiene comunque degli indirizzi di metodo;
- nulla vieta al sostenitore di una teoria incontrollabile, intesa come assunzione di un indirizzo di metodo, di tentare una controcritica perfettamente coerente;
- sul piano puramente logico, non esiste pertanto alcuna effettiva possibilità di distinguere la controcritica metodologicamente coerente di una metafisica e la controconfutazione metodologicamente coerente di una teoria scientifica;
- si tenga presente, in ogni caso, che la storia della scienza dimostra che il campo del vero e il campo del controllabile non coincidono (Popper) e che spesso una teoria di principio non controllabile può essere la madre cattiva di asserzioni buone (controllabili) (Watkins); dunque una metafisica particolarmente coerente e feconda e una teoria scientifica difficile da controllare (o la teoria di una scienza debole come la sociologia, che risentisse fortemente del clima culturale della sua formulazione) sarebbero alquanto difficili da distinguere da un punto di vista puramente logico.

Di qui la difficoltà di demarcare nettamente la scienza dalla metafisica. L'unica cosa che rimane al ricercatore, come garanzia di principio per una corretta pratica di ricerca, è, oltre alla "fede nella ragione", l'atteggiamento di apertura verso i fatti (orientamento fallibilista), vòlto ad arricchire continuamente il contenuto informativo della teoria con cui lavora, tramite ripetuti tentativi di messa alla prova della teoria stessa.
Una costituzione più solida e autoconsistente del fallibilismo è forse ricavabile dalla filosofia della fondazione assoluta basata sugli universali logici del linguaggio, quale è stata formulata da Karl-Otto Apel (pur aspramente criticato dai seguaci più accesi del popperismo, come William Bartley III -Herr. Prof. Otto Apel und sein hermeneutisches Gott-, che lo accusa di essere l'assertore, potenzialmente intollerante, di una sorta di suprema divinità ermeneutica annidata nei fondamenti del linguaggio).
Approfondimenti e aggiustamenti del falsificazionismo sono venuti da Imre Lakatos, con la formulazione di un falsificazionismo sofisticato (lotta fra teorie in contrasto) contro il falsificazionismo ingenuo della prima Logik der Forschung (lotta fra teoria e fatti) e la definizione del concetto di programma di ricerca (dinamico se scientificamente produttivo e predittivo, degenerativo se fatto solo di ipotesi ad hoc); da John Watkins, che ha centrato l'obbiettivo sull'analisi logico-filosofica delle cosiddette metafisiche, definendole, in una sorta di rivisitata terminologia neo-kantiana, come degli "a priori non necessari" che indicano la via da seguire nella ricerca; da Thomas Kuhn, ideatore del concetto di paradigma, dell'operare scientifico "normale" come soluzione di rompicapo (puzzle solving); dell'opposizione fra scienza normale e rivoluzione scientifica, intesa come totale riorientamento gestaltico dell'interpretazione del mondo; da Larry Laudan, che ha incentrato il suo pensiero sulla storia della scienza, fatta di dibattito sui problemi, e ha proposto una soluzione pragmatica, e non semplicemente logica, come via d'uscita dalla crisi del criterio popperiano di verosimiglianza.

### Critiche al criterio logico di verosimiglianza proposto da Popper
Una serie di pensatori post-popperiani, Pavel Tichý, David Miller e John Henry Harris hanno affermato l'insostenibilità logica del criterio di verosimiglianza di Popper in tutte e due le sue forme.
Partiamo infatti dalla prima delle formulazioni di tale criterio: T2 è più verosimile di T1, se il suo contenuto di verità è maggiore di quello di T1, senza che per questo risulti maggiore anche il suo contenuto di falsità. Consideriamo quindi l'insieme V di tutte le previsioni vere e la sua intersezione con P2, inteso come l'insieme delle previsioni di T2. L'intersezione fra P2 e V costituirà l'insieme P2 ∩ V, che sarà l'insieme delle previsioni vere di T2. Chiameremo F2 l'insieme delle previsioni non vere di T2. Data la struttura logica di T2, sarà sempre possibile instaurare correlazioni non vere fra una proposizione dell'insieme
P2 ∩ V (previsioni vere di T2) e una proposizione dell'insieme F2 delle previsioni non vere di T2. Anche ammesso di aumentare il contenuto di verità di T2, all'aumentare delle previsioni vere di T2 aumenteranno proporzionalmente anche le sue previsioni false. E un procedimento logico uguale, ma di senso inverso, si verifica con la diminuzione del contenuto di falsità della teoria nuova rispetto alla vecchia. In parole povere, il criterio di verosimiglianza di Popper si scontra con un dato elementare, cioè che ogni teoria (sempre di principio falsa) può implicare infinite previsioni false e infinite previsioni vere, e dunque la differenza di validità del loro contenuto informativo non risulta quantificabile su un piano meramente logico.

Lo stesso Popper scrisse:
(K.R. Popper, Poscritto alla Logica della scoperta scientifica. Il realismo e lo scopo della scienza)
A questa grave aporia risponde il criterio pragmatico di Larry Laudan, il quale, assunte le conseguenze dell'inefficacia e della contraddittorietà del concetto di maggior verosimiglianza, arriva a concludere semplicemente che:
1. una teoria viene escogitata, in un dato momento della storia della scienza, per risolvere i problemi che in quel momento storico sono centrali nel dibattito scientifico;
2. "la teoria scientifica migliore è quella che, in un dato momento storico, risolve più problemi e i problemi all'epoca più importanti".

### Implicazioni ontologiche sottese al falsificazionismo; falsificazionismo e teoria della politica
Il falsificazionismo è un'epistemologia (di stampo razionalista) fortemente realistica: ogni teoria descrive comunque, in modo obbiettivo, aspetti reali dell'oggetto della sua indagine. Nella sua formulazione più pura, il falsificazionismo vede la storia della scienza come orientata teleologicamente alla conoscenza della verità e cerca di fornire delle forti regulae ad directionem ingenii, per governare, dal punto di vista logico, questo cammino storico di conoscenza teleologicamente orientato.
Un corrispettivo, sul piano politico e della filosofia del diritto, del falsificazionismo, è l'idea di società aperta intesa come sistema predisposto costituzionalmente alla falsificazione ordinaria (e dunque non violenta) delle linee politiche inefficaci (di qui anche il complesso dibattito sulle scienze storico-sociali e politiche, da parte di Popper e di Hans Albert contro esponenti della scuola di Francoforte come Jürgen Habermas); la società aperta, come luogo permanente della sperimentazione politica, è tesa a un governo sempre più razionale ed efficace del sistema sociale (nella sua forma estrema, una sorta di governo logico-critico della storia).
La crisi del falsificazionismo ha implicato, dopo Popper, la rinuncia all'idea di una storia della scienza teleologicamente orientata, almeno in senso forte (il massimo obbiettivo che si è riusciti a raggiungere è stata la formulazione, da parte di Laudan, di una teleologia pragmatica e storicamente condizionata della conoscenza scientifica).

## Epistemologia falsificazionista e psicologia

### Falsificabilità e psicoanalisi
Popper racconta, relativamente alla sua esperienza nel campo della psicopedagogia, che all'epoca in cui lavorava con Alfred Adler, uno dei grandi teorici della psicoanalisi, si trovò di fronte il caso di un bambino che sembrava non collimare con le impostazioni di fondo della teoria psicologica adleriana. Popper sottopose ad Adler il problema e questi, con grande sorpresa del filosofo, riuscì a darne un'interpretazione perfettamente adleriana sotto ogni punto di vista. Alla domanda di Popper, come Adler avesse fatto a ricondurre un caso atipico nell'alveo della propria teoria psicologica, Adler stesso rispose: "Grazie alla mia esperienza di mille casi come questo"... che adesso, concluse Popper, era divenuta esperienza di mille e un caso. Da questo aneddoto si ricava che Popper dedusse il suo criterio di scientificità anche dalla sua esperienza sul campo, proprio confrontandosi con le teorie psicoanalitiche in voga nella prima metà del Novecento. Se ne deduce anche che, dal punto di vista del razionalismo critico di Popper, la psicoanalisi non è una teoria controllabile, ma una metafisica del comportamento umano.

### Falsificabilità e comportamentismo
L'epistemologia falsificazionista si basa su una teoria della conoscenza contraria all'induzione e a ogni processo cognitivo basato sull'apprendimento per ripetizione ed enumerazione. Il principio euristico alla base del razionalismo critico popperiano consiste nell'affermazione che il processo conoscitivo per prova ed errore di a priori teorici, tipico della scienza, non sia altro che la formalizzazione metodologica dell'interazione cognitiva fra individuo e ambiente nell'esperienza quotidiana. Pertanto è ovvio che il concetto di falsificabilità si inserisca nell'ottica di una filosofia e di un approccio cognitivo che si oppongono al concetto di riflesso condizionato (che, essendo una sorta di apprendimento iterativo per induzione, non esiste) e al comportamentismo, che su di esso si fonda.

### Falsificabilità, psicologia della forma ed epistemologia genetica di Jean Piaget
Il falsificazionismo popperiano è invece vicino alla psicologia della forma (o in tedesco Gestaltpsychologie), il cui principio di fondo è l'idea che la psiche umana possegga di per sé, in modo innato, delle forme (Gestalten) entro cui strutturare i dati sensori dell'esperienza. Ancora più congeniale al falsificazionismo è la teoria della psicologia dell'età evolutiva (epistemologia genetica) formulata e sperimentata da Jean Piaget, secondo il quale l'uomo, nella formazione delle sue strutture cognitive, a partire dall'infanzia, non fa altro che sviluppare moduli interpretativi dell'esperienza che poi vengono progressivamente sostituiti con altri moduli interpretativi e cognitivi più evoluti e complessi.

## Falsificazionismo ed ermeneutica
Il falsificazionismo sembra avere inoltre forti punti di contatto con la teoria ermeneutica di Hans-Georg Gadamer, il quale concepisce l'interpretazione come una dinamica conoscitiva in cui le pre-comprensioni e i pre-giudizi (Vorurteile) - che costituiscono la "tradizione", in quanto sapere tramandato - dell'interprete si scontrano con l'alterità dell'oggetto interpretato, il testo.

## Falsificazionismo e scienze biologiche mediche e farmaceutiche
Nell'ambito biologico e medico-farmaceutico la statistica correlazionale (tesa cioè a dimostrare la prevedibilità di conseguenze rispetto stimoli somministrati) pare tutt'oggi essere l'unico criterio praticato di distinzione tra congetture e acquisizioni scientifiche. In queste discipline i disegni sperimentali perseguiti paiono essere sempre verificazionisti con validazione statistica, e non pare essere seriamente accolto il falsificazionismo. Anche se, a livello didattico, talora si espone che la teoria fisheriana dei test di ipotesi (uno dei principali orientamenti della validazione scientifica presupposti in ambito biologico)  accoglie il falsificazionismo, perché consisterebbe nella ricerca di probabilità di inverosimiglianza dell'ipotesi di ricerca (gergalmente chiamata "ipotesi nulla") in pratica il principale test statistico della validazione scientifica in ambito biologico  medico e farmaceutico è il test di ANOVA , che - contrariamente agli assunti popperiani di falsificazione - consiste sostanzialmente in una verifica "in positivo" dell'ipotesi di ricerca attraverso la misurazione della varianza  "tra i gruppi" (considerata favorevole all'ipotesi di ricerca) e della sua prevalenza rispetto alla varianza "nei gruppi" (considerata sfavorevole all'ipotesi di ricerca). Infatti, benché formalmente in tale test l’ipotesi nulla preveda che i dati di tutti i gruppi nella popolazione abbiano la stessa media, e che le differenze osservate nel campione tra le medie dei gruppi siano dovute solo al caso, nel TEST di ANOVA le differenze tra i gruppi (mediante il cosiddetto rapporto F) vengono direttamente valorizzate , in positivo, come indice di attendibilità dell'ipotesi di ricerca, distinta dall'ipotesi nulla.